# Панкраций
Панкраций (лат. Pancratium) — род растений семейства Амариллисовые.

## Ареал
Ареал — тропические и субтропические районы от Индии до Канарских островов. На юг ареал некоторых видов простирается до Ботсваны, на севере панкраций морской встречается на черноморском побережье Кавказа. В дикорастущем виде панкраций был найден и на Антильских островах.

## Ботаническое описание
Виды панкрация представляют собой многолетние травянистые луковичные растения. 
Листья длинные, зелёные, собраны в приземный пучок.
Цветок белый с запахом ванили, состоит из простого венчиковидного околоцветника ворончатой формы, с короткой или длинной трубочкой, расширяющейся в зеве, лопасти околоцветника узкие, отстоящие, почти равные между собой, пестик один. 
Плод — многосемянная коробочка. Некоторые виды имеют большое содержание алкалоидов.

## Виды
По информации базы данных The Plant List, род включает 21 вид:
- Pancratium arabicum Sickenb.
- Pancratium biflorum Roxb.
- Pancratium canariense Ker Gawl. — Панкраций канарский
- Pancratium centrale (A.Chev.) Traub
- Pancratium donaldii Blatt.
- Pancratium foetidum Pomel
- Pancratium illyricum L. — Панкраций иллирийский
- Pancratium landesii Traub
- Pancratium longiflorum Roxb. ex Ker Gawl.
- Pancratium maritimum L. — Панкраций морской
- Pancratium maximum Forssk.
- Pancratium parvicoronatum Geerinck
- Pancratium parvum Dalzell — Панкраций малый
- Pancratium sickenbergeri Asch. & Schweinf.
- Pancratium st-mariae Blatt. & Hallb.
- Pancratium tenuifolium Hochst. ex A.Rich.
- Pancratium tortuosum Herb.
- Pancratium trianthum Herb.
- Pancratium triflorum Roxb.
- Pancratium verecundum Aiton
- Pancratium zeylanicum L. — Панкраций цейлонский

## Применение
Некоторые виды, чаще панкраций иллирийский (Pancratium illyricum) и панкраций прекрасный, выращивают в комнатном цветоводстве и оранжереях. Размножают семенами и вегетативно.

## Галерея
- Pancratium canariensis
- Pancratium illyricum
- Pancratium parvum
- Pancratium parviflorum
- Pancratium sickenbergeri